# Elporia oliffi
Elporia oliffi är en tvåvingeart som beskrevs av Elisabeth K. Stuckenberg 1955. Elporia oliffi ingår i släktet Elporia och familjen Blephariceridae. Inga underarter finns listade i Catalogue of Life.